# Магнетиты
Магнетиты — железнодорожная станция (тип населённого пункта) в Кольском районе Мурманской области. Входит в городское поселение Кильдинстрой.

## Население
| 2002 | 2010 |
| ---- | ---- |
| 256  | ↘124 |

Численность населения, проживающего на территории населённого пункта, по данным Всероссийской переписи населения 2010 года составляет 124 человека, из них 62 мужчины (50 %) и 62 женщины (50 %).